# Piltene
Piltene (allemand : Pilten ; dans l'Encyclopédie de Diderot et d'Alembert alterné en allemand « Pilten » et en polonais « Piltyń ») est une ville  en Lettonie qui se situe dans  la région de  Kurzeme.

## Histoire

La Confédération Livonienne en 1260.

Piltene fut soumise par l'Ordre des Chevaliers Porte-Glaive et intégrée dans l'évêché de Courlande, alors divisé en 3 enclaves distinctes. Ainsi, elle faisait partie de la Confédération livonienne.
Le 25 mai 1560, elle est vendue au roi Frédéric II de Danemark qui en fait un apanage pour son frère Magnus de Holstein. Piltene est ensuite achetée par la Pologne en 1585 (voir : Powiat de Pilten). 
Elle est donnée au duché de Courlande, vassal de la Pologne, en 1661, puis est annexée par l'Empire russe en 1795, lors du troisième partage de la Pologne. Elle est rattachée en 1818 à la Courlande et suit désormais l'histoire de cette région.